# Fredrik Bajer
Fredrik Bajer (Næstved, 21 aprile 1837 – Copenaghen, 22 gennaio 1922) è stato uno scrittore, pacifista e insegnante danese, vincitore, con Klas Pontus Arnoldson del Premio Nobel per la pace nel 1908.

## Biografia
Suo padre era un reverendo, e Bajer fu arruolato nell'esercito danese. Combatté nella guerra del 1864 contro Austria e Prussia. Congedato nel 1865, si trasferì a Copenaghen, dove divenne insegnante, traduttore e scrittore.
Divenne parlamentare presso il Folketing, una camera del Rigsdag, il parlamento danese, nel 1872, e vi rimase per 23 anni. Come membro del Parlamento, si batté affinché si diffondesse il ricorso all'arbitrato come mezzo di risoluzione delle controversie internazionali. Grazie a Bajer, le relazioni internazionali della Danimarca divennero competenza del Parlamento e il suo paese entrò a far parte dell'Unione Interparlamentare.
Diede il suo supporto a molte organizzazioni per la pace, sia in Danimarca, che nel resto d'Europa, e all'approvazione di un atto parlamentare volto a raggiungere soluzioni arbitrali con Svezia e Norvegia